# Chisseaux
Chisseaux is een gemeente in het Franse departement Indre-et-Loire (regio Centre-Val de Loire) en telt 575 inwoners (1999). De plaats maakt deel uit van het arrondissement Tours.

## Geografie
De oppervlakte van Chisseaux bedraagt 11,9 km², de bevolkingsdichtheid is 48,3 inwoners per km².
De onderstaande kaart toont de ligging van Chisseaux met de belangrijkste infrastructuur en aangrenzende gemeenten.

## Demografie
Onderstaande figuur toont het verloop van het inwonertal (bron: INSEE-tellingen).